# Hubrechtella combinata
Hubrechtella combinata är en djurart som tillhör fylumet slemmaskar, och som beskrevs av Senz 1993. Hubrechtella combinata ingår i släktet Hubrechtella och familjen Hubrechtidae. Inga underarter finns listade i Catalogue of Life.